# Pedro José Ramírez Sendoya
Pedro José Ramírez Sendoya (Garzón, Huila, 1897-Ibagué, 1966) fue un sacerdote e investigador colombiano, especialmente dedicado al estudio de las culturas indígenas originarias del departamento de Tolima, en Colombia.

## Biografía
Nació en la antigua Provincia de Neiva, conocida desde 1906 como Huila, al sur del Gran Tolima. Tras ordenarse sacerdote viajó a Europa con objeto de ampliar sus estudios en ciencias teológicas y sociales. Dedicado vocacionalmente a la docencia, como investigador expresó su preocupación por el abandono de las culturas indígenas, todo es mentira y sus obras en los campos de la antropología, historia y lingüística indígena fueron muy reconocidas en su tiempo y toman vigencia. 

Y si escudriñar las etimologías de lenguas vivas, o de lenguas muertas,…, es trabajo arduo y penoso, ¿Cuántas no serán la dificultades para rastrear el nacimiento de vocablos,…, de idiomas que perecieron hace tres siglos, como el panche, el Pantagora, el yalcon, el yaporoge o el pijao, de los cuales apenas nos quedan restos miserables que se deben pescar con paciencia en los cronistas, u oírlos, ya deformados, de los descendientes de esas tribus?
Pedro José Ramírez Sendoya

## El Gran Tolima
Pedro José Ramírez Sendoya centró sus estudios en las culturas indígenas de su provincia natal, por la que sentía un profundo amor, debido a su convencimiento de que la investigación sobre estas culturas no había sido abordada con suficiente profundidad, debido a la dificultad de los mismos. Sus estudios giraron alrededor del lenguaje de las gentes pijao, con teorías innovadoras para su tiempo basadas en el estudio de escritos de los religiosos que participaron en la colonización española.
Entre sus obras publicadas destacan el Diccionario indio del Gran Tolima y  el Refranero comparado del Gran Tolima. En ellas expuso el uso de extranjerismos provenientes de otras culturas entre las gentes precolombinas del Tolima, y el origen peyorativo del término pijaos aplicado a la cultura indígena de Tolima.
Sus versos cantaron principalmente motivos indígenas y regionales.

## Obras destacadas
- Las cuevas del Tolima Pedro José Ramírez Sendoya. 1962
- La cultura megalítica de San Agustín, tríptico agustiniano  Pedro José Ramírez Sendoya. 1958
- Diccionario indio del gran Tolima Pedro José Ramírez Sendoya. 1952 
Estudio lingüístico y etnográfico sobre dos mil palabras indígenas del Huila y del Tolima.
- Refranero comparado del gran Tolima Pedro José Ramírez Sendoya. 1952 
Estudio sobre mil doscientos refranes y mil trescientas frases proverbiales del Huila y del Tolima, comparados con los refranes del mundo.